# Juan Carlos Fisher
Juan Carlos Fisher Soto (Lima, 12 de julio de 1981) es un director de teatro peruano. Ha dirigido 35 montajes teatrales vistos por más de un millón de espectadores. 

## Trayectoria
Bachiller en Ciencias y Artes de la Comunicación de la PUCP. A los 15 años empezó como asistente de dirección en seis obras de la directora Chela de Ferrari. Formó parte de la creación del Teatro La Plaza. A los 24 debutó como director con la obra El hombre almohada. con Rómulo Assereto, Salvador Del Solar, Paul Vega y Raúl Zuazo. 
En 2007, estrenó su segunda obra Bicho – Bug de Tracy Letts– , protagonizada por Norma Martínez. Rómulo Assereto, Jimena Lindo, Mario Velásquez y Roberto Ruiz. Fue una producción de Raquel en Llamas y el Centro Cultural PUCP. Ese mismo año,  dirigió el musical El jardín secreto de Marsha Norman y Lucy Simon junto a "Preludio Asociación Cultural" de Denisse Dibós. en el Teatro Segura por dos temporadas. 
En abril de 2008 estrenó El teniente de Inishmore de Martin McDonagh en el Teatro La Plaza. En agosto estrenó Una gran comedia romana, adaptación del musical A Funny Thing Happened on the Way to the Forum de Broadway. En octubre presentó En casa/En Kabul de Tony Kushner. ambas producidas por Raquel en Llamas. 
En agosto de 2009 dirigió la reposición del musical Una gran comedia romana, en julio Una pulga en la oreja (adaptación de A Flea in Her Ear de Georges Feydeau) y en octubre el drama Las brujas de Salem (The Crucible de Arthur Miller). Esta última fue repuesta en enero del año siguiente.
Volvió a dirigir la obra de teatro El teniente de Inishmore, que representó al Perú en XII Festival Iberoamericano de Teatro de Bogotá, en marzo de 2010. En abril del mismo año dirigió Agosto (Condado de Osage) (August: Osage County de Tracy Letts).
El julio de 2010 presentó el musical La jaula de las locas, adaptación de La Cage aux Folles. de Jerry Herman y Harvey Fierstein. El mismo año produjo, junto a Rómulo Assereto, El cavernícola (Defending the Caveman de Rob Becker), unipersonal por el actor Gonzalo Torres. que se mantuvo en cartel por más de un año.
En 2011 dirigió Los últimos días de Judas Iscariote de Stephen Adly Guirgis,  ¿Y dónde está el Tenor? de Ken Ludwig y La chica del Maxim. de George Feydeau. 
De febrero a abril de 2012 dirigió la obra Rojo de John Logan con Alberto Ísola en el rol de Mark Rothko. y Romulo Assereto como su asistente Ken. 
En mayo de 2012 presentó el musical de Broadway Hairspray en el Teatro Peruano Japonés. Seguidamente dirigió la comedia Toc Toc de Laurent Baffie en el Teatro Mario Vargas Llosa, reponiéndola a inicios del año siguiente. Con estas dos producciones, se creó la marca Los Productores, hermana del Teatro La Plaza. Juan Carlos Fisher asumió la dirección artística (2012-2017).
TOC*TOC se convirtió en la obra más exitosa del teatro peruano y una de los más representativas de la emergente compañía Los Productores. Con más de 450 funciones, 350,000 espectadores en siete temporadas. La obra se presentó no solo en Lima sino en Cusco, Trujillo, Arequipa y Piura. El elenco original consistía en Renzo Schuller, Wendy Ramos, Alfonso Santistevan, Gianella Neyra, Bruno Ascenzo, Melania Urbina y Melisa Giorgio. Durante las siguientes temporadas se incorporaron al elenco Carlos Carlín, Johanna San Miguel, Katia Condos, Jimena Lindo, Andrés Wiese, Mónica Sánchez, Ricardo Velásquez, Mario Velásquez, Nataniel Sánchez, Yvonne Frayssinet  y Gisela Ponce de León. El 10 de mayo del 2017 se celebró el aniversario con una función especial en la que participan todos los actores. Las entradas se agotaron en menos de 1 hora.
Fisher presentó su siguiente obra –El apagón– en mayo de 2013. (Black Comedy de Peter Shaffer) con la que Los Productores re-inauguraron el Teatro Luigi Pirandello junto con el Instituto Italiano de Cultura. Romulo Assereto, Gisela Ponce de León, Magdyel Ugáz, Ricardo Velásquez, Ricardo Goldenberg junto a Wendy Ramos y Raúl Zuazo, ambos ganadores del Premio Luces del Comercio a la Actriz y Actor de Reparto del año.
Fisher continuó en la dirección de varias obras, incluida Pantaleón y las visitadoras, que fue su última obra antes de la pandemia de COVID-19.

## Trabajo en teatro como director
| Año       | Título | Lugar |
| --------- | --- | --- |
| 2006      | El hombre almohada | Teatro La Plaza |
| 2007      | Bicho | Centro Cultural PUCP |
| 2007      | El jardín secreto | Teatro Segura |
| 2008      | El teniente de Inishmore | Teatro La Plaza |
| 2008–2009 | Una gran comedia romana | Teatro Peruano Japonés |
| 2008      | En casa/En Kabul | Teatro de la Alianza Francesa |
| 2009      | Una pulga en la oreja | Auditorio del Colegio San Agustín |
| 2009–2010 | Las brujas de Salem | Teatro La Plaza |
| 2010      | Agosto (Condado de Osage) | Teatro La Plaza |
| 2010      | La jaula de las locas | Teatro Peruano Japonés |
| 2010-2012 | El Cavernícola | Satchmo - Centro Cultural Rimac Asia |
| 2011      | Los últimos días de Judas Iscariote | Teatro La Plaza |
| 2011      | ¿Y donde está el tenor? | Auditorio del Colegio San Agustín |
| 2011      | La chica del Maxim | Teatro Peruano Japonés |
| 2012      | Rojo | Teatro La Plaza Teatro Municipal de Arequipa |
| 2012      | Hairspray | Teatro Peruano Japonés |
| 2012–2022 | TOC*TOC (siete temporadas, la obra más vista de la historia del Perú) | Biblioteca Nacional del Perú - 2012, 2013 Teatro Luigi Pirandello - 2014, 2015, 2016, 2018, 2022 Carpa de Los Productores en Plaza Norte 2013 Teatro Municipal de Arequipa - 2013 Teatro Municipal de Piura - 2013 Teatro Municipal de Cusco - 2014 Teatro Plaza Norte - 2014 Teatro UPAO - Trujillo 2017 |
| 2013      | Corazón normal | Teatro La Plaza |
| 2013      | El apagón | Teatro Luigi Pirandello |
| 2014      | Incendios La Jaula de las locas (Segunda Temporada) Los mataviejas | Teatro La Plaza Teatro Peruano Japonés Teatro Luigi Pirandello |
| 2015      | Otras ciudades del desierto Full Monty | Teatro La Plaza Teatro Peruano Japonés |
| 2016      | Cualquiera Full Monty (Segunda Temporada) | Teatro La Plaza Teatro Luigi Pirandello |
| 2017      | El Padre Mamma Mia! - El musical Hasta las patas | Teatro La Plaza |
| 2018      | Billy Elliot - El musical Un misterio, una pasión | Teatro Peruano Japonés Teatro La Plaza |
| 2019      | ¿Qué hacemos con Walter? Pantaleón y las visitadoras - El Musical El Padre (Temporada La Plaza fuera de La Plaza) Cuéntame: El espectáculo de Pedro Suárez Vértiz Perfectos desconocidos | Teatro Luigi Pirandello Teatro Peruano Japonés Teatro Marsano Parque de la Exposición Teatro Luigi Pirandello |
| 2020      | Perfectos desconocidos (Segunda temporada) Pantaleón y las visitadoras - El Musical | Teatro Luigi Pirandello Teatro UPAO - Trujillo |
| 2022      | Mamma Mia! - El musical | España |
| 2023      | Cómo aprendí a manejar | Teatro ICPNA |
| 2024      | La Madre Prima Facie Escape Room Personas, lugares y cosas Mesa Redonda 2:22 | España España Teatro Peruano Japonés Teatro La Plaza España Teatro Mario Vargas Llosa |
| 2025      | El Efecto Las Gratitudes Un robo hasta las patas | España España Teatro Peruano Japonés |

## Premios
- 2006: Premios Luces de El Comercio al Mejor director de teatro por El hombre almohada.
- 2007: Premios Luces de El Comercio al Mejor director de teatro por Bicho.
- 2009: Premios Luces de El Comercio al Mejor director de teatro por Las brujas de Salem.
- 2012: Premios Luces de El Comercio a la Mejor obra de teatro por Rojo.
- 2014: Premio Luces de El Comercio al Mejor director de teatro por Incendios.
- 2015: El diario Gestión lo premia como uno de los 10 jóvenes más influyentes del país
- 2015: Premio Luces de El Comercio al Mejor musical del año por Full Monty
- 2016: Premio Luces de El Comercio al Mejor musical del año por Mamma Mia! - El musical
- 2017: Premio Luces de El Comercio a la Mejor obra de teatro por El Padre
- 2018: Premio Luces de El Comercio a la Mejor obra de teatro del año: Billy Elliot - El musical